# Delphyre pyroperas
Delphyre pyroperas är en fjärilsart som beskrevs av George Francis Hampson 1911. Delphyre pyroperas ingår i släktet Delphyre och familjen björnspinnare. Inga underarter finns listade i Catalogue of Life.